# Paradromulia subdivisa
Paradromulia subdivisa là một loài bướm đêm trong họ Geometridae.